# Levent Tuncat
Levent Tuncat (Duisburg, 29 luglio 1988) è un taekwondoka tedesco.

## Palmarès
- Europei

Riga 2005: oro nei 54 kg;
Bonn 2006: oro nei 54 kg;
Roma 2008: oro nei 62 kg;
Baku 2014: argento nei 58 kg.
- Giochi europei

Baku 2015: bronzo nei 58 kg.